# Viện Vệ sinh dịch tễ Trung ương (Việt Nam)
Viện Vệ sinh Dịch tễ Trung ương là một viện nghiên cứu nghiên cứu về dịch tễ học, vi sinh y học, miễn dịch học và sinh học phân tử, nghiên cứu phát triển vắc xin mới và chế phẩm sinh học dùng cho người ở Việt Nam được thành lập tại Hà Nội năm 1925, ban đầu có tên là Viện Pasteur Hà Nội.
Viện là đơn vị sự nghiệp trực thuộc Bộ Y tế và do Cục Y tế Dự phòng là cơ quan quản lý nhà nước thay mặt Bộ Y tế quản lý về chuyên môn.

## Lịch sử
• Viện Pasteur Hà Nội: 1925-1945
• Viện Vi trùng học (1945-1946): Theo Sắc lệnh luật số 41 ngày 03 tháng 10 năm 1945 của Chủ tịch Hồ Chí Minh.
• Viện Pasteur Hà Nội:1946-1957
• Viện Vi trùng học: 1957-1961
• Viện Vệ sinh Dịch tễ học Hà Nội (1961-1998): Theo Quyết định số 291/BYT-QĐngày 25 tháng 3 năm 1961 của Bộ trưởng Bộ Y tế về việc sát nhập Viện Vi trùng và Viện Vệ sinh thành Viện Vệ sinh Dịch tễ học.
• Viện Vệ sinh Dịch tễ Trung ương (1998- nay): Theo Quyết định số 230/1998/QĐ-TTg ngày 30 tháng 11 năm1998 của Thủ tướng Chính phủ về việc sắp xếp các cơ quan nghiên cứu triển khai khoa học và công nghệ thuộc Bộ Y tế.

## Chức năng
Viện Vệ sinh dịch tễ Trung ương có chức năng nghiên cứu về dịch tễ học, vi sinh y học, miễn dịch học và sinh học phân tử; nghiên cứu phát triển vắc xin mới và chế phẩm sinh học dùng cho người; chỉ đạo một số chương trình y tế quốc gia; tư vấn và đề xuất với Bộ Y tế về các chiến lược và biện pháp y học dự phòng nhằm hạn chế và thanh toán các bệnh phổ biến, nguy hiểm và mới nảy sinh; chỉ đạo hoạt động chuyên ngành, đào tạo sau đại học và xây dựng mạng lưới y tế dự phòng trên phạm vi toàn quốc.

## Hình ảnh

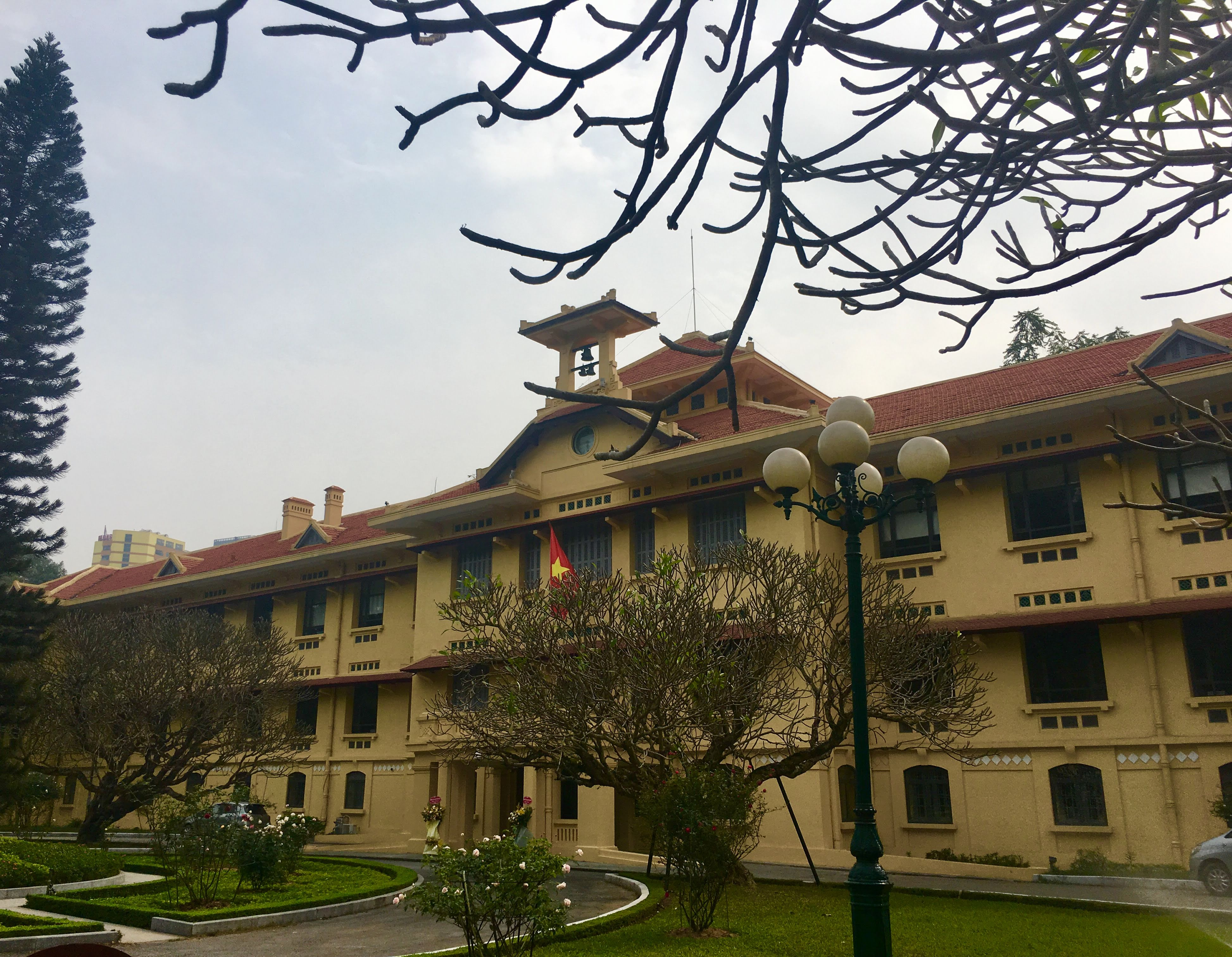
Viện Pasteur Hà Nội